# صموئيل ديلبرت كلارك
صموئيل ديلبرت كلارك هو عالم اجتماع كندي، ولد في 24 فبراير 1910 في لويدمنستر في كندا، وتوفي في 18 سبتمبر 2003.